# Ludovico di Baviera (1913-2008)
Ludovico Wittelsbach (Castello di Nymphenburg, 22 giugno 1913 – Starnberg, 17 ottobre 2008) è stato un nobile tedesco, figlio di Francesco di Baviera, principe della corona di Baviera.

## Gioventù
Il principe Ludovico nacque nel castello di Nymphenburg, nel Regno di Baviera. Era il figlio maggiore del principe Francesco di Baviera e di sua moglie, la principessa Isabella Antonia von Croÿ. Dopo essersi laureato, nel 1939, fu arruolato nell'esercito. Tuttavia, la sua carriera nell'esercito tedesco fu di breve durata. Nei primi mesi del 1941, Ludovico fu revocato dai doveri di combattimento, come risultato della legge che proibiva ai membri delle case reali della Germania di partecipare a operazioni militari. Ha trascorso il resto della guerra a Sarvar in Ungheria, dove la sua famiglia possedeva un castello. Nel 1945 la sua famiglia fuggì in Ungheria e si stabilì a Leutstetten vicino a Starnberg, in Baviera.

## Matrimonio e figli
Il 20 luglio 1950 Ludovico ha sposato nel castello di Nymphenburg, presso Monaco di Baviera, la principessa Irmingarda di Baviera, sua prima cugina. La coppia ha avuto tre figli:
- Luitpoldo (n. 1951), nel 1979 ha sposato Beatrix Wiegand ed ha avuto cinque figli;
- Maria, (n. e m. 3 gennaio 1953);
- Filippa, (n. e m. 26 giugno 1954).

Dopo la morte del suocero, avvenuta nel 1955, Ludovico e sua moglie hanno trasferito la loro residenza a Schloss Leutstetten dove è vissuto fino alla morte, avvenuta nel 2008 all'età di 95 anni.

## Ascendenza
|                                        |                  |                                          | Genitori                         |  |  | Nonni |  |  | Bisnonni            |  |  | Trisnonni             |  |
|                                        |                  |                                          |                                  |  |  |       |  |  | Luitpold di Baviera |  |  | Ludovico I di Baviera |  |
|                                        |                  |                                          |                                  |  |  |       |  |  | Luitpold di Baviera |  |  | Ludovico I di Baviera |  |
|                                        |                  | Teresa di Sassonia-Hildburghausen        |                                  |  |  |       |  |  | Luitpold di Baviera |  |  |                       |  |
| Ludovico III di Baviera                |                  |                                          |                                  |  |  |       |  |  | Luitpold di Baviera |  |  |                       |  |
|                                        |                  | Augusta Ferdinanda d'Asburgo-Lorena      | Leopoldo II di Toscana           |  |  |       |  |  |                     |  |  |                       |  |
|                                        |                  | Augusta Ferdinanda d'Asburgo-Lorena      | Leopoldo II di Toscana           |  |  |       |  |  |                     |  |  |                       |  |
|                                        |                  | Augusta Ferdinanda d'Asburgo-Lorena      | Maria Anna Carolina di Sassonia  |  |  |       |  |  |                     |  |  |                       |  |
| Francesco di Baviera                   |                  | Augusta Ferdinanda d'Asburgo-Lorena      |                                  |  |  |       |  |  |                     |  |  |                       |  |
|                                        |                  | Ferdinando Carlo Vittorio d'Austria-Este | Francesco IV d'Austria-Este      |  |  |       |  |  |                     |  |  |                       |  |
|                                        |                  | Ferdinando Carlo Vittorio d'Austria-Este | Francesco IV d'Austria-Este      |  |  |       |  |  |                     |  |  |                       |  |
|                                        |                  | Ferdinando Carlo Vittorio d'Austria-Este | Maria Beatrice di Savoia         |  |  |       |  |  |                     |  |  |                       |  |
| Maria Teresa Enrichetta d'Austria-Este |                  | Ferdinando Carlo Vittorio d'Austria-Este |                                  |  |  |       |  |  |                     |  |  |                       |  |
|                                        |                  | Elisabetta Francesca d'Asburgo-Lorena    | Giuseppe d'Asburgo-Lorena        |  |  |       |  |  |                     |  |  |                       |  |
|                                        |                  | Elisabetta Francesca d'Asburgo-Lorena    | Giuseppe d'Asburgo-Lorena        |  |  |       |  |  |                     |  |  |                       |  |
|                                        |                  | Elisabetta Francesca d'Asburgo-Lorena    | Maria Dorotea di Württemberg     |  |  |       |  |  |                     |  |  |                       |  |
| Ludovico di Baviera                    |                  | Elisabetta Francesca d'Asburgo-Lorena    |                                  |  |  |       |  |  |                     |  |  |                       |  |
|                                        | Rodolfo von Croÿ | Alfredo von Croÿ                         |                                  |  |  |       |  |  |                     |  |  |                       |  |
|                                        | Rodolfo von Croÿ | Alfredo von Croÿ                         |                                  |  |  |       |  |  |                     |  |  |                       |  |
|                                        | Rodolfo von Croÿ | Eleonora di Salm-Salm                    |                                  |  |  |       |  |  |                     |  |  |                       |  |
| Carlo Alfredo von Croÿ                 | Rodolfo von Croÿ |                                          |                                  |  |  |       |  |  |                     |  |  |                       |  |
|                                        |                  | Natalia di Ligne                         | Eugenio I di Ligne               |  |  |       |  |  |                     |  |  |                       |  |
|                                        |                  | Natalia di Ligne                         | Eugenio I di Ligne               |  |  |       |  |  |                     |  |  |                       |  |
|                                        |                  | Natalia di Ligne                         | Natalia de Trazegnies            |  |  |       |  |  |                     |  |  |                       |  |
| Isabella Antonia von Croÿ              |                  | Natalia di Ligne                         |                                  |  |  |       |  |  |                     |  |  |                       |  |
|                                        |                  | Engelberto Augusto d'Arenberg            | Prospero Luigi d'Arenberg        |  |  |       |  |  |                     |  |  |                       |  |
|                                        |                  | Engelberto Augusto d'Arenberg            | Prospero Luigi d'Arenberg        |  |  |       |  |  |                     |  |  |                       |  |
|                                        |                  | Engelberto Augusto d'Arenberg            | Maria Ludmilla Rosa di Lobkowitz |  |  |       |  |  |                     |  |  |                       |  |
| Ludmilla di Arenberg                   |                  | Engelberto Augusto d'Arenberg            |                                  |  |  |       |  |  |                     |  |  |                       |  |
|                                        |                  | Maria Eleonora d'Arenberg                | Ernesto d'Arenberg               |  |  |       |  |  |                     |  |  |                       |  |
|                                        |                  | Maria Eleonora d'Arenberg                | Ernesto d'Arenberg               |  |  |       |  |  |                     |  |  |                       |  |
|                                        |                  | Maria Eleonora d'Arenberg                | Sofia von Auersperg              |  |  |       |  |  |                     |  |  |                       |  |
|                                        |                  | Maria Eleonora d'Arenberg                |                                  |  |  |       |  |  |                     |  |  |                       |  |